# Kẻ thả chất độc điên cuồng ở Mattoon

Tranh minh họa kẻ thả chất độc điên cuồng ở Mattoon được vẽ theo kiểu người ngoài hành tinh.

Kẻ thả chất độc điên cuồng ở Mattoon (tiếng Anh: Mad Gasser of Mattoon) (còn gọi là "Kẻ rình mò gây mê," "Kẻ gây mê ma quái," hay đơn giản là "Kẻ thả chất độc điên cuồng") là cái tên trao cho người được cho là chịu trách nhiệm về một loạt các vụ tấn công bằng khí độc rõ ràng xảy ra ở Mattoon, Illinois, vào giữa thập niên 1940. Hơn hai chục vụ thả chất độc riêng biệt đã được báo cáo với cảnh sát trong suốt hai tuần lễ, ngoài ra cảnh sát còn nhận được báo cáo nhiều hơn về kẻ tấn công khả nghi. Những nạn nhân nghi là của kẻ thả chất độc đã trình báo ngửi thấy mùi lạ trong nhà của họ và sau đó là các triệu chứng như liệt chân, ho, buồn nôn và nôn mửa.
Cảnh sát vẫn tỏ ra hoài nghi về các câu chuyện của nạn nhân trong suốt vụ việc.:235 Không có bằng chứng vật lý nào được tìm thấy,:175 và nhiều vụ báo cáo về chất độc đã được giải thích đơn giản, chẳng hạn như đổ sơn móng tay hoặc mùi hôi phát ra từ động vật hoặc các nhà máy địa phương.:237 Các nạn nhân mau chóng phục hồi thoát khỏi triệu chứng của họ và không bị ảnh hưởng lâu dài.:175 Tuy vậy, báo chí địa phương lại đăng tải những bài viết về các vụ tấn công được trình báo và xem những câu chuyện này là có thật.:234
Những vụ tấn công này mà nhiều người coi đơn giản chỉ là trường hợp của chứng cuồng loạn tập thể. Tuy nhiên, những người khác cho rằng kẻ thả chất độc điên cuồng thực sự tồn tại, hoặc cảm thấy các vụ tấn công có một lời giải thích khác, chẳng hạn như ô nhiễm công nghiệp hoặc hoạt động huyền bí.

## Hình dáng
Hầu hết các mô tả đương thời của Kẻ thả chất độc điên cuồng đều dựa trên lời khai của ông bà Bert Kearney đường 1408 Marshall Avenue, nạn nhân của vụ Mattoon đầu tiên được các phương tiện truyền thông đưa tin. Họ mô tả kẻ thả chất độc là một người đàn ông cao to, ốm yếu mặc quần áo màu tối và đội cái mũ bó sát. Một báo cáo khác, được thực hiện vài tuần sau đó, mô tả kẻ thả chất độc là một phụ nữ ăn mặc như một người đàn ông. Kẻ thả chất độc cũng được mô tả đang cầm một khẩu súng phun, một dụng cụ nông nghiệp để phun thuốc trừ sâu, mà hắn ta đã từng sử dụng để thả khí.

## Những vụ tấn công được trình báo
Lần đầu tiên trong số những vụ thả khí năm 1944 xảy ra tại một ngôi nhà trên đường Grant Avenue, Mattoon, vào ngày 31 tháng 8 năm 1944. Urban Raef được đánh thức vào buổi sáng sớm bằng một mùi lạ. Anh cảm thấy buồn nôn và suy nhược cơ thể, và bị nôn mửa. Nghi ngờ rằng chồng bị ngộ độc khí gas trong nhà, vợ của Raef đã cố gắng kiểm tra bếp để xem liệu có vấn đề gì với đèn dẫn không nhưng thấy rằng mình đã bị tê liệt một phần và không thể bước chân ra khỏi giường nổi.
Sau đêm đó (một số tài liệu đương tời có đề cập đến thời gian vào buổi sáng ngày hôm sau), một sự cố tương tự cũng được báo cáo bởi một người mẹ trẻ sống gần đó. Cô bị đánh thức bởi tiếng ho của con gái nhưng thấy mình không thể rời khỏi giường được.
Ngày hôm sau, ngày 1 tháng 9, có một vụ được báo cáo lần thứ ba. Kearney, ở đường Marshall Avenue, Mattoon, cho biết đã ngửi thấy mùi hương nồng nàn và ngọt ngào, vào khoảng 11 giờ tối. Ban đầu bà cố xua đuổi cái mùi này đi, tin rằng nó hướng từ chậu hoa bên ngoài cửa sổ, nhưng mùi nhanh chóng trở nên mạnh hơn và bà ấy bắt đầu mất cảm giác ở chân. Kearney hoảng hốt và các cuộc gọi của bà đã thu hút chị gái mình là Ready đang ở trong nhà lúc đó. Ready cũng nhận thấy mùi, và xác định rằng nó đến từ hướng của cửa sổ phòng ngủ, đã được mở vào thời điểm đó. Họ liền liên hệ với cảnh sát, nhưng không phát hiện ra bằng chứng về một kẻ phun khí độc nào đó. Vào khoảng 12 giờ 30 phút buổi sáng, Bert Kearney, Chồng của Kearney (một tài xế taxi địa phương đã vắng mặt trong thời gian xảy ra cuộc tấn công), đã trở về nhà để tìm một người đàn ông không rõ danh tính đang ẩn nấp gần một trong những cửa sổ của ngôi nhà. Người đàn ông lập tức bỏ chạy và Kearney đã không thể bắt được hắn ta. Miêu tả của Kearney về kẻ phun khí độc là một người đàn ông cao lớn mặc quần áo màu đen, đầu đội mũ hẹp. Mô tả này đã được báo cáo trong các phương tiện truyền thông địa phương, và trở thành mô tả chung của kẻ thả chất độc trong suốt sự kiện diễn ra tại Mattoon. Sau vụ tấn công này, Kearney đã báo cáo rằng bản thân có cảm giác nóng bỏng trên môi và cổ họng, được cho là do chịu ảnh hưởng của khí độc.
Ban đầu, người ta nghi ngờ rằng cướp là động cơ chính cho vụ tấn công. Vào thời điểm xảy ra sự cố, Kearneys có đem cất một khoản tiền lớn trong nhà, và người ta đã đoán được rằng kẻ phun khí có thể thấy Kearney và chị gái đếm tiền vào buổi tối hôm đó. Các tờ báo địa phương đã nhầm lẫn khi đưa tin trường hợp này là vụ tấn công bằng khí độc đầu tiên.
Trong những ngày sau vụ tấn công Kearney, có khoảng nửa tá cuộc tấn công tương tự (xem bảng), mặc dù không ai trong số những nạn nhân công khai có thể cung cấp một mô tả rõ ràng về người tra tấn, và không có manh mối nào được tìm thấy tại hiện trường vụ tấn công. Mẫu vật đầu tiên của chứng cứ vật chất đã được tìm thấy vào đêm 5 tháng 9, khi Carl và Beulah Cordes ở đường North 21st Street trở về nhà vào khoảng 10 giờ tối. Sau khi dành vài phút trong nhà, họ nhận thấy một miếng vải trắng, lớn hơn một cái khăn tay của một người đàn ông, ngồi trên hiên nhà bên cạnh cửa chắn. Beulah Cordes nhặt khăn lên và ngửi mùi trên đó. Ngay khi hít vào cô đã bị ốm nặng. Cô mô tả hiệu ứng tương tự như sốc điện. Khuôn mặt cô nhanh chóng bắt đầu sưng lên, có cảm giác nóng bỏng trong miệng và cổ họng, và bắt đầu nôn mửa. Giống như những nạn nhân khác, cô cũng báo cáo là cảm thấy yếu người và trải qua tình trạng tê liệt từng phần của chân. Beulah Cordes về sau đưa ra giả thuyết rằng miếng vải đã được để lại trên hiên nhà nhằm hạ gục con chó gia đình, thường ngủ ở đó, để người đi đường có thể bước chân vào ngôi nhà mà không ai để ý.
Ngoài vải, chìa khóa bộ xương, được miêu tả là trông "khá mới," được tìm thấy ở vỉa hè gần gan hiên, cùng với một ống son môi lớn, gần như trống rỗng. Vải được các nhà chức trách phân tích, nhưng họ không tìm thấy hóa chất nào có thể giải thích cho phản ứng của Beulah Cordes.
Cũng trong đêm đó, một vụ thứ hai được báo cáo, lần này là ở đường North 13th Street, tại nhà Leonard Burrell. Cô đã báo cáo nhìn thấy một người lạ đột nhập qua cửa sổ phòng ngủ và sau đó cố gắng thả hơi độc về phía mình.
Sự quan tâm của công chúng đối với các vụ thả chất độc gia tăng nhanh chóng, FBI vội vào cuộc, và cảnh sát địa phương đã ban lệnh kêu gọi cư dân tránh nán lại trong khu dân cư và cảnh báo rằng các nhóm dân cư đã lập đội tuần tra kẻ thả chất độc phải giải tán vì lý do an toàn công cộng. Cảnh sát trưởng C.E. Cole cũng cảnh báo các công dân liên quan phải ráng kiềm chế khi cầm súng hoặc khai hỏa nếu gặp phải đối tượng khả nghi.
Trong thời kỳ này, cũng có sự gia tăng bằng chứng vật lý của các vụ tấn công đang được báo cáo, từ dấu chân đang được phát hiện bên dưới các cửa sổ cho đến những giọt nước mắt được tìm thấy trong màn cửa sổ.
Vào ngày 12 tháng 9, cảnh sát địa phương đã nhận được rất nhiều cảnh báo giả (chủ yếu là từ các công dân tin rằng họ ngửi mùi lạ, hoặc họ đã nhìn thấy một kẻ phun khí độc) rằng họ đã giảm mức độ ưu tiên cho các báo cáo về kẻ thả chất độc và thông báo rằng toàn bộ vụ việc có thể là kết quả của những biến cố có thể giải thích được làm trầm trọng thêm bởi những nỗi sợ hãi công cộng và là dấu hiệu của những lo lắng mà phụ nữ đã trải qua trong khi những người đàn ông địa phương đang tham chiến.
Sau thông báo của cảnh sát, báo cáo về kẻ thả chất độc đã giảm hẳn. Vụ việc duy nhất đáng lưu ý có thể xác minh được sau ngày đó là trường hợp của Bertha Burch, người tuyên bố cô đã nhìn thấy kẻ thả chất độc là một phụ nữ ăn mặc như một người đàn ông.
| Ngày tháng          | Nạn nhân                                                               | Địa điểm             | Chú thích |
| ------------------- | ---------------------------------------------------------------------- | -------------------- | --- |
| 31 tháng 8 năm 1944 | Vợ chồng Urban Reef                                                    | Grant Avenue         | N/A |
| 1 tháng 9           | Vô danh                                                                | N/A                  | Tên gọi không được truyền thông nhắc đến                                                                                          |
| 1 tháng 9           | Charles Rider                                                          | Prairie Avenue       | N/A |
| 1 tháng 9           | Bert Kearney                                                           | Marshall Avenue      | Trường hợp đầu tiên báo cáo trên phương tiện truyền thông; phần lớn các mô tả của Kẻ thả chất độc đều xuất phát từ trường hợp này |
| 5 tháng 9           | Beulah Cordes                                                          | North 21st Street    | Đổ bệnh sau khi ngửi mùi vải trên hiên nhà                                                                                        |
| 5 tháng 9           | Leonard Burrell                                                        | North 13th Street    | N/A |
| 6 tháng 9           | Laura Junken                                                           | Richmond Avenue      | N/A |
| 6 tháng 9           | Ardell Spangle                                                         | North 15th Street    | N/A |
| 6 tháng 9           | Fred Goble                                                             | N/A                  | Nhìn thấy người phun thuốc được cho là kẻ thả chất độc điên cuồng                                                                 |
| 6 tháng 9           | Glenda Hendershott                                                     | South 14th Street    | N/A |
| 6 tháng 9           | Daniel Spohn                                                           | North 19th street    | N/A |
| 6 tháng 9           | Cordie Taylor                                                          | Charleston Avenue    | N/A |
| 6 tháng 9           | Frances Smith Maxine Smith                                             | Moultrie Ave         | N/A |
| 7 tháng 9           | Như trên                                                               | Như trên             | Thấy hơi nước màu xanh và nghe tiếng ồn ào có động cơ được cho là từ máy thả khí                                                  |
| 8 tháng 9           | C.W. Driskell                                                          | DeWitt Avenue        | N/A |
| 9 tháng 9           | Genevieve Haskell Grayson Wayne Haskell Russell Bailey Katherine Tuzzo | Westwood             | N/A |
| 9 tháng 9           | Lucy Stephens                                                          | North 32nd Street    | N/A |
| 10 tháng 9          | Vô danh                                                                | Champaign Avenue     | Tên gọi không được truyền thông nhắc đến                                                                                          |
| 10 tháng 9          | Vô danh                                                                | 2112 Moultrie Avenue | Tên gọi không được truyền thông nhắc đến                                                                                          |
| 10 tháng 9          | Frances Smith Maxine Smith                                             | Moultrie Ave         | Vụ tấn công thứ ba được trình báo                                                                                                 |
| 13 tháng 9          | Bertha Burch                                                           | N/A                  | Kẻ thả chất độc được mô tả như một phụ nữ ăn mặc như đàn ông; dấu chân người phụ nữ được tìm thấy tại hiện trường                 |

(Danh sách còn thiếu) 

## Giải thích
Có ba lý thuyết chính về sự kiện kẻ thả chất độc điên cuồng ở Mattoon: rối loạn phân ly tập thể, ô nhiễm công nghiệp, hoặc một kẻ tấn công thực tế. Các sự kiện này cũng được một số tác giả khác viết về sự huyền bí nào đó.

### Rối loạn phân ly tập thể
Gần hai tuần sau khi các cuộc tấn công ở Mattoon bắt đầu, Ủy viên Y tế Công cộng, Thomas V. Wright, tuyên bố rằng đây chắc chắn là một số sự cố rò rỉ khí, nhưng nhiều trường hợp có thể là do chứng cuồng loạn: người dân nghe các sự kiện làm cho sợ hãi, và sau đó hoảng loạn khi đối mặt với một mùi ngoài hiện trường hoặc một cái bóng ở cửa sổ; Wright cho rằng:
Không còn nghi ngờ gì nữa về một kẻ thả chất độc điên cuồng và đã thực hiện một số vụ tấn công. Tuy nhiên, nhiều vụ tấn công được báo cáo không khác gì hơn là chứng cuồng loạn. Nỗi sợ hãi của con người hoàn toàn không cân xứng với mối nguy hiểm của loại khí tương đối vô hại mà kẻ đó đang phun. Toàn bộ thị trấn đều mắc chứng cuồng loạn.

Vào ngày 12 tháng 9, cảnh sát trưởng C. E. Cole đã đưa giả thuyết của Wright tiến thêm một bước nữa, thông báo rằng có thể không có vụ tấn công bằng khí nào cả và các vụ việc đượ trình báo khả năng là do hóa chất bị gió thổi từ các cơ sở công nghiệp lân cận và sau đó làm trầm trọng thêm bởi sự hoảng loạn của cư dân địa phương.
Chẩn đoán của Wright và Cole được tiếp tục có hiệu lực vào năm 1945 khi nhật báo Journal of Abnormal and Social Psychology đã xuất bản bài viết "'Bóng ma gây mê' ở Mattoon: một nghiên cứu thực địa về chứng cuồng loạn tập thể" của Donald M. Johnson, lấy dẫn chứng về vụ Mattoon như một trường hợp nghiên cứu về chứng cuồng loạn tập thể. Năm 1959, ý kiến của ông được nhà tâm lý học James P. Chaplin tán thành, và tiếp tục làm cơ sở cho một số nghiên cứu tiếp theo về hiện tượng rối loạn phân ly tập thể.
Hầu hết các triệu chứng thể chất đều được ghi nhận trong các vụ Botetourt và Mattoon (bao gồm nghẹt thở, sưng màng nhầy, và gây suy nhược/tê liệt tạm thời) đều được gợi ý là triệu chứng của rối loạn phân ly tập thể.
Một số chuyên gia tin rằng chứng cuồng loạn tập thể đã được thúc đẩy bởi tiêu đề trong nhật báo Mattoon Journal-Gazette, "Bà Kearney và con gái những nạn nhân đầu tiên," giả định rằng sẽ có nhiều vụ tấn công hơn nữa.

### Chất thải độc hại hoặc ô nhiễm
Ngày 12 tháng 9, cảnh sát trưởng Cole đã nói trong một cuộc họp báo rằng mùi hương và triệu chứng báo cáo có thể là kết quả của các chất gây ô nhiễm hoặc chất thải độc hại do các nhà máy công nghiệp gần đó thải ra, và đoán rằng carbon tetraclorua hay trichloroethylene, cả hai đều có mùi ngọt và có thể gây ra các triệu chứng tương tự như những người trình báo là nạn nhân lọt vào tầm ngắm kẻ thả chất độc, có thể là chất do hung thủ phun.
Để đáp lại tuyên bố của Cole, Atlas-Imperial, công ty đầu tiên liên quan đến vụ việc này, đã đưa ra một tuyên bố riêng của họ nói rằng cơ sở của họ chỉ có 5 gallon chất carbon tetrachloride nằm trong kho, được chứa trong các thiết bị chữa cháy. Giới chức Atlas-Imperial cũng phủ nhận rằng bất kỳ lượng trichloroethylene (một dung môi công nghiệp mà Atlas sử dụng) có thể chịu trách nhiệm về bệnh tật trong thị trấn, lý luận rằng nó sẽ lấy một lượng đáng kể chất hoá học để gây bệnh cho người dân ở đó và các công nhân nhà máy sẽ phải trải qua các triệu chứng tương tự từ lâu trước khi bất cứ ai bên ngoài nhà máy bị ảnh hưởng.
Vào thời điểm phun khí độc, nhà máy Atlas đã được Sở Y tế tiểu Bang chứng nhận là an toàn.

### Kẻ tấn công thực tế
Sau khi phân tích các sự kiện, một số nhà nghiên cứu đã kết luận rằng ít nhất một số vụ xả khí là công việc của một kẻ tấn công thực tế, người đã thực hiện một loạt các vụ thả chất độc theo báo cáo của các nhân chứng.

### Các đề xuất khác
Một số nhà văn chuyên viết về chủ đề huyền bí đã bao trùm các sự kiện này. Clark (1993) miêu tả một bức tranh minh hoạ về Kẻ thả chất độc điên cuồng từ cuốn Mysterious America của Loren Coleman: "[họa sĩ] miêu tả hắn ta như một thực thể không phải là con người, có thể là người ngoài hành tinh".

## Ảnh hưởng văn hóa
- Kẻ thả chất độc điên cuồng là chủ đề của một tập phim năm 2016 của Futility Closet Podcast.[18]